# Guillaume Liberge de Granchain

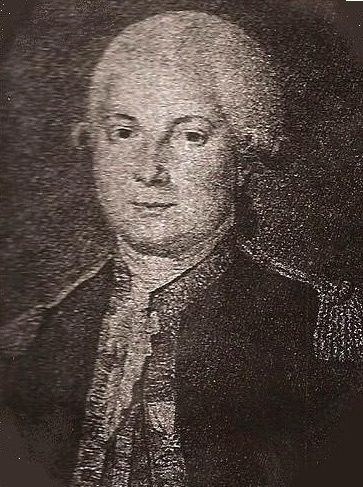
Guillaume Liberge de Granchain

Guillaume Jacques Constant de Liberge de Granchain (* 9. Februar 1744 in Granchain (heute Mesnil-en-Ouche, Département Eure); † 18. Juni 1805 ebenda) war ein französischer Admiral, Astronom und Hydrograph.
Im Alter von 13 Jahren trat Liberge de Granchain 1757 in die Marinebasis Brest ein. Noch im selben Jahr hatte er seinen ersten Kampfeinsatz, wurde verwundet, geriet in Gefangenschaft und wurde nach England gebracht, wo er 14 Monate in Kriegsgefangenschaft verbrachte. In den folgenden Jahren nahm er an mehreren wissenschaftlichen Expeditionen im Mittelmeer und im Atlantik teil, bei denen er sich durch Auffassungsgabe und Verlässlichkeit auszeichnen konnte. 1771 wurde er Mitglied der Académie de marine. 1777 wurde er zum lieutenant de vaisseau befördert, einem Kapitänsrang.
Zwischen 1778 und 1781 nahm er am Amerikanischen Unabhängigkeitskrieg teil und führte mehrere wichtige Missionen durch, unter anderem in der Seeschlacht vor der Chesapeake Bay. 1782 wurde er in die American Academy of Arts and Sciences gewählt.
1782 heiratete Liberge de Grandchain eine Cousine 1. Grades, Marie Françoise Amélie De Mauduit de Carentonne-Sémerville. Ebenfalls 1782 wurde er mit dem Ausbau des Hafens von Le Havre beauftragt, 1784 übernahm er das Kommando in Neufundland, 1786 der in Brest stationierten Teile der französischen Flotte. 1789 war er Abgeordneter des Adels in den Generalständen. 1790 übernahm er die Leitung aller Häfen und Arsenale. 1791 beendete Liberge de Granchain seine aktive Militärlaufbahn. 1795 wurde er korrespondierendes Mitglied des Institut national (heute Institut de France). 1797 gehörte er zu einer Kommission, die eine mögliche Invasion in England vorbereiten sollte.
Liberge de Granchain war Ritter des Ordre royal et militaire de Saint-Louis und Mitglied der Society of the Cincinnati.